# Grammy Award for Best Contemporary Song

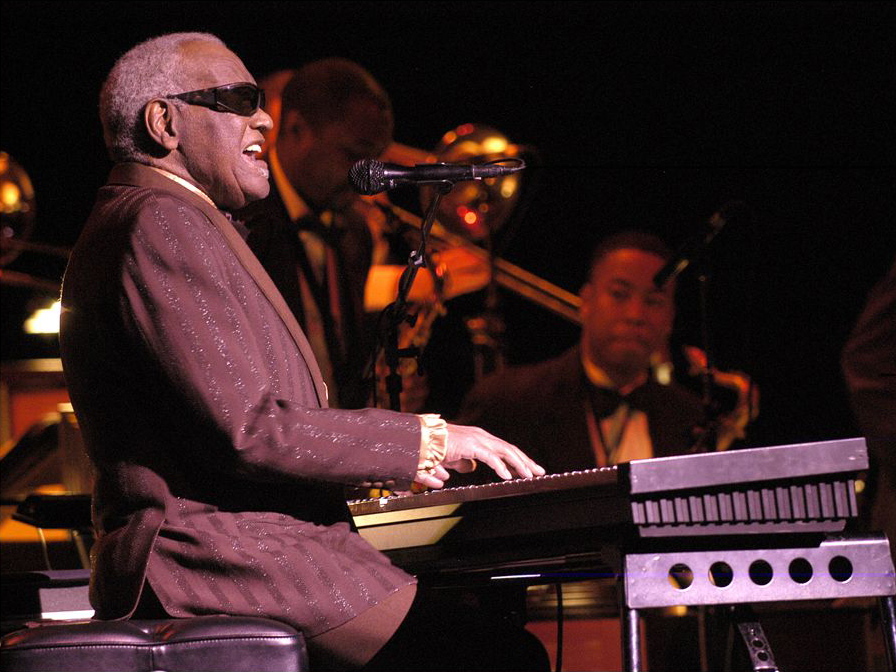
1961 wurde Ray Charles für sein Lied Georgia on My Mind mit dem Grammy Award for Best Contemporary Song ausgezeichnet.

Der Grammy Award for Best Contemporary Song, auf Deutsch „Grammy-Auszeichnung für das beste zeitgenössische Lied“, ist ein Musikpreis, der von 1960 bis 1971 von der amerikanischen Recording Academy im Bereich der Popmusik verliehen wurde. Der Preis ging an den Interpreten des Liedes.

## Geschichte und Hintergrund
Die seit 1959 verliehenen Grammy Awards werden jährlich in zahlreichen Kategorien von der Recording Academy in den Vereinigten Staaten vergeben, um künstlerische Leistung, technische Kompetenz und hervorragende Gesamtleistung ohne Rücksicht auf die Album-Verkäufe oder Chart-Position zu würdigen.
Eine dieser Kategorien ist der Grammy Award for Best Contemporary Song. Die Auszeichnung wurde von 1960 bis 1971 vergeben und hatte seit der Erstverleihung einige kleinere Namensänderungen:
- 1960 hieß der Preis Grammy Award for Best Performance by a "Top 40" Artist
- 1961 nannte er sich Grammy Award for Best Performance by a Pop Single Artist
- Von 1962 bis 1965 wurde er unter der Bezeichnung Grammy Award for Best Rock & Roll Recording vergeben
- 1966 hieß er Grammy Award for Contemporary (R&R) Single
- 1967 war der Name Grammy Award for Best Contemporary (R&R) Recording
- 1968 erfolgte die Vergabe als Grammy Award for Best Contemporary Single
- Von 1970 bis 1971 hieß die Auszeichnung schließlich Grammy Award for Best Contemporary Song.

## Gewinner und Nominierte
| Jahr | Gewinner                                                                    | Nationalität                                                                | Lied                                                                        | Nominierte | Bild des/der Gewinner(s)                                                    |
| ---- | --------------------------------------------------------------------------- | --------------------------------------------------------------------------- | --------------------------------------------------------------------------- | --- | --------------------------------------------------------------------------- |
| 1960 | Nat King Cole                                                               | Vereinigte Staaten                                                          | Midnight Flyer                                                              | - Elvis Presley – A Big Hunk o’ Love - The Coasters – Charlie Brown - Floyd Robinson – Makin’ Love - Neil Sedaka – The Diary |                                                                             |
| 1961 | Ray Charles                                                                 | Vereinigte Staaten                                                          | Georgia on My Mind                                                          | - Ella Fitzgerald – Mack the Knife - Elvis Presley – Are You Lonesome Tonight? - Frank Sinatra – Nice ’N’ Easy - Peggy Lee – Heart |                                                                             |
| 1962 | Chubby Checker                                                              | Vereinigte Staaten                                                          | Let’s Twist Again                                                           | - Chris Kenner – I Like It Like That - Ike & Tina Turner – It’s Gonna Work Out Fine - James Darren – Goodbye Cruel World - The Tokens – The Lion Sleeps Tonight |                                                                             |
| 1963 | Bent Fabric                                                                 | Dänemark                                                                    | Alley Cat                                                                   | - Mary Wells – You Beat Me to the Punch - Neil Sedaka – Breaking Up Is Hard to Do - Sam Cooke – Twistin’ the Night Away - The Drifters – Up on the Roof - The Four Seasons – Big Girls Don’t Cry                                                                             |                                                                             |
| 1964 | April Stevens und Nino Tempo                                                | Vereinigte Staaten                                                          | Deep Purple                                                                 | - Chet Atkins – Teen Scene - Lesley Gore – It’s My Party - Peggy March – I Will Follow Him - Ruby & the Romantics – Our Day Will Come |                                                                             |
| 1965 | Petula Clark                                                                | Vereinigtes Königreich                                                      | Downtown                                                                    | - Bobby Vinton – Mr. Lonely - Roy Orbison – Oh, Pretty Woman - The Beatles – A Hard Day’s Night - The Righteous Brothers – You’ve Lost That Lovin’ Feelin’ |                                                                             |
| 1966 | Roger Miller                                                                | Vereinigte Staaten                                                          | King of the Road                                                            | - Glenn Yarbrough – Baby the Rain Must Fall - Jackie DeShannon – What the World Needs Now Is Love - The Beatles – Yesterday - Tom Jones – It’s Not Unusual |                                                                             |
| 1967 | New Vaudeville Band                                                         | Vereinigtes Königreich                                                      | Winchester Cathedral                                                        | - The Association – Cherish - The Beach Boys – Good Vibrations - The Beatles – Eleanor Rigby - The Mamas & the Papas – Monday, Monday - The Monkees – Last Train to Clarksville                                                                                              |                                                                             |
| 1968 | The 5th Dimension                                                           | Vereinigte Staaten                                                          | Up, Up and Away                                                             | - Bobbie Gentry und Kelly Gordon (Produzenten) – Ode to Billie Joe - Glen Campbell und Al De Lory (Produzenten) – By the Time I Get to Phoenix - Petula Clark und Tony Hatch (Produzenten) – Don’t Sleep in the Subway - Ray Charles und Joe Adams (Produzenten) – Yesterday |                                                                             |
| 1969 | Keine Verleihung des Grammy Award for Best Contemporary Song in diesem Jahr | Keine Verleihung des Grammy Award for Best Contemporary Song in diesem Jahr | Keine Verleihung des Grammy Award for Best Contemporary Song in diesem Jahr | Keine Verleihung des Grammy Award for Best Contemporary Song in diesem Jahr | Keine Verleihung des Grammy Award for Best Contemporary Song in diesem Jahr |
| 1970 | Joe South                                                                   | Vereinigte Staaten                                                          | Games People Play                                                           | - David Clayton-Thomas – Spinning Wheel (Blood, Sweat & Tears) - Hal David and Burt Bacharach – Raindrops Keep Fallin’ on My Head (B. J. Thomas) - Mac Davis – In the Ghetto (Elvis Presley) - Rod McKuen – Jean (Oliver)                                                    |                                                                             |
| 1971 | Simon & Garfunkel                                                           | Vereinigte Staaten                                                          | Bridge over Troubled Water                                                  | - James Taylor – Fire and Rain - John Lennon und Paul McCartney – Let It Be (The Beatles) - Paul Williams und Roger Nichols – We’ve Only Just Begun (The Carpenters) - Ray Stevens – Everything Is Beautiful                                                                 |                                                                             |